# Долина Бувінда
Долина Бувінда (англ. Buvinda Vallis) — долина у квадранґлі Cebrenia на Марсі, розташована на 33.4° північної широти й 151.9° східної довготи біля купола Гекати. Завдовжки близько 120 км. Долину Бувінда 1985 року названо було на честь застарілого топоніму річки Бойн, що на Сході Ірландії.

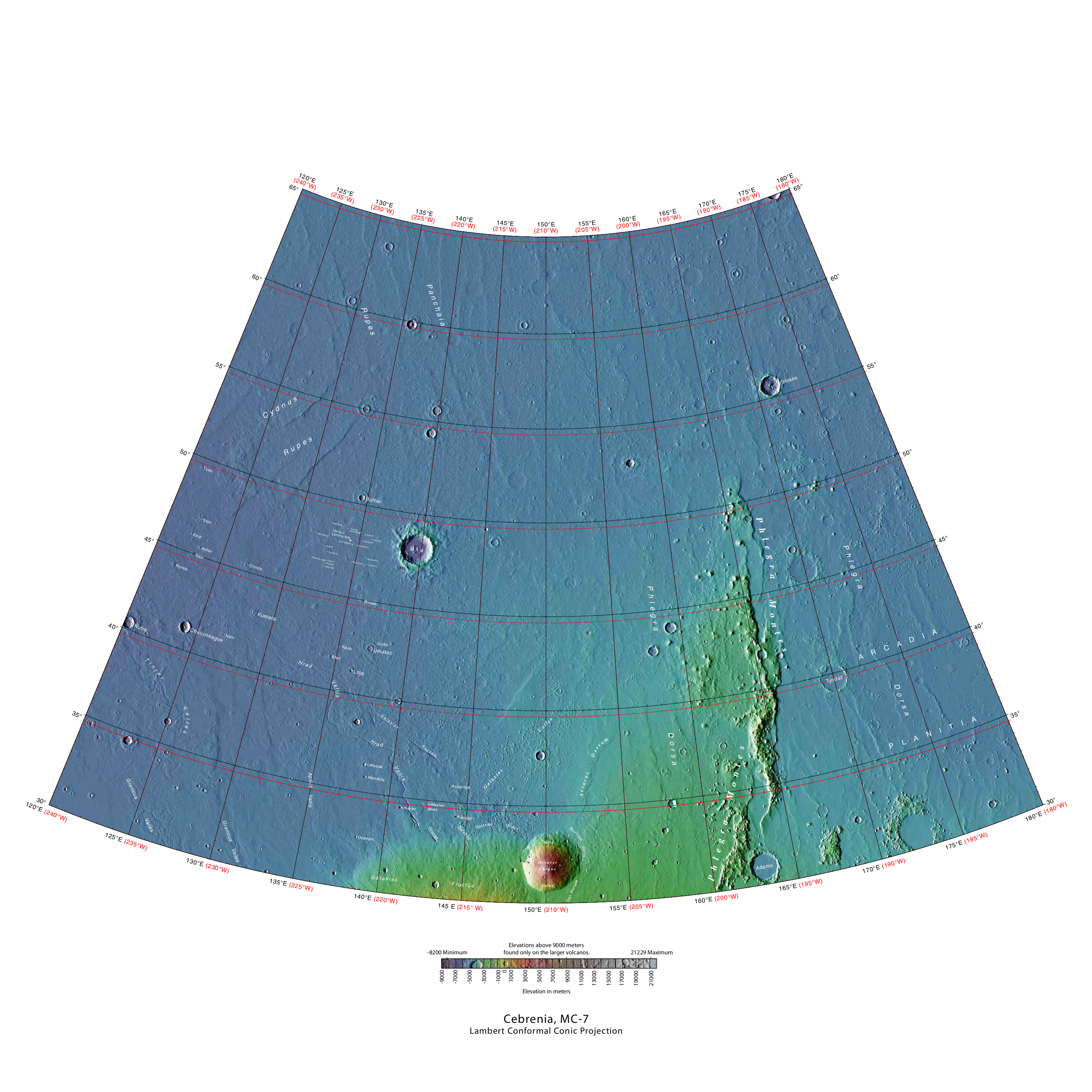
Топографічна мапа квадранґлу Cebrenia
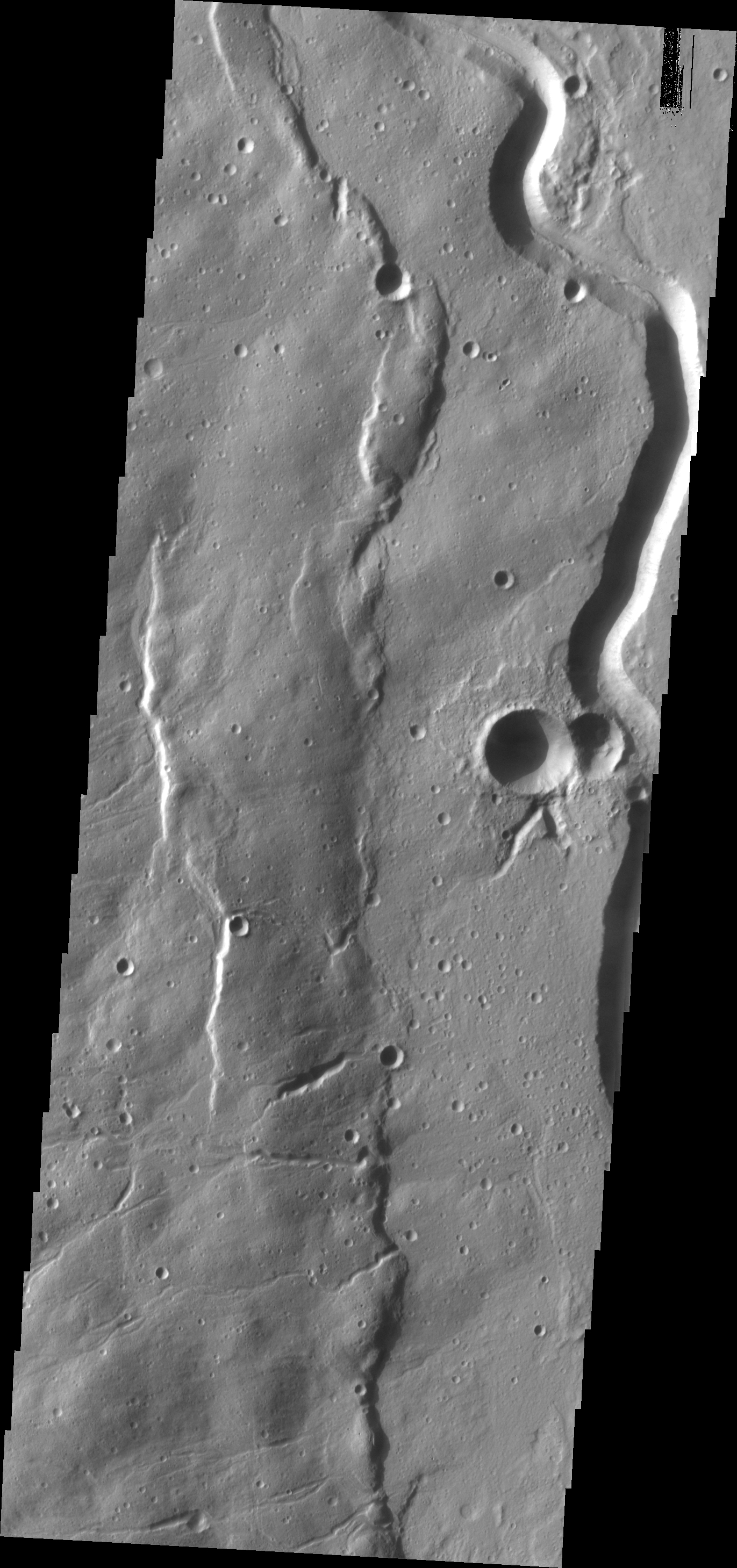
Шмат долини вгорі правобіч